# Riviera
Riviera es una palabra italiana que significa «ribera o costa» y que en última instancia  deriva del latín ripa, a través del ligur rivea. Llegó a ser aplicada como un nombre propio a la costa de Liguria, en la forma  riviera ligure, luego acortada a riviera. Las dos zonas actualmente conocidas como «La Riviera» sin calificación adicional, son:
- la Riviera francesa, parte de la costa sur de Francia y
- la Riviera italiana, parte de la costa noroccidental de Italia, dividida entre la Riviera de Poniente y la Riviera de Levante.

«Riviera», aunque no es un vocablo recogido por la RAE, se puede también aplicar a cualquier costa, especialmente a una que sea soleada, topográficamente diversa y popular entre los turistas, condiciones similares a la Riviera italiana o francesa.

## Rivieras del mundo
Algunas de las costas que utilizan la denominación Riviera, fundamentalmente como reclamo turístico, son:
África
- Riviera del mar Rojo, a costa oriental de Egipto.

América
- Riviera de Alsea, un grupo rural de casas frente al río al oeste de Tidewater, a lo largo de las orillas del río Alsea;
- Riviera americana, Santa Bárbara (California);
- Riviera mexicana, la costa occidental de México, incluyendo Acapulco;
- Riviera de Oakland, Oakland, California, la costa noreste del lago Merritt;
- Riviera Maya, en la costa caribeña de la península de Yucatán;
- Riviera Veracruzana en la parte sur del Puerto de Veracruz
- Riviera Redneck, a costa del golfo de México entre Florida y el golfo Shores, Alabama;
- Riviera Mar del Plata  Argentina
- Riviera Punta del este Uruguay
- Riviera Valparaíso Chile
- Riviera Nayarit En el estado de Nayarit
- Riviera potosina, Definida así, por José Antonio Meade, tal vez en referencia a la Huasteca Potosina;

Asia y Oceanía
- Riviera china, región costera en Zhuhai, China;
- Riviera australiana, Gold Coast, Queensland

Europa
- Riviera albanesa, en el sur de Albania;
- Riviera austriaca, una antigua costa de Austria-Hungría, cerca de Trieste, en el mar Adriático;
- Riviera belga, parte de la costa belga;
- Riviera Budva, en Montenegro;
- Riviera búlgara, en la costa búlgara del Mar Negro;
- Riviera caucásica, Rusia: Sochi, Georgia: Abjasia y Adjara;
- Riviera crimea, la costa sur de la península de Crimea;
- Riviera inglesa, Torbay en el suroeste de Inglaterra;
- Riviera alemana, la costa meridional del mar Báltico de  Mecklenburg-Vorpommern;
- Riviera griega, la isla de Spetses, Hydra y la costa oriental del Peloponeso;
- Riviera Makarska, en Croacia;
- Riviera de Norrbotten en Piteå en Suecia;
- Riviera rumana, costa de Rumania del mar Negro;
- Riviera eslovena, costa de Eslovenia del mar Adriático ;
- Riviera española, Costa del Sol, Costa Cálida, Costa Blanca, Costa del Azahar, Costa Dorada y Costa Brava.
- Riviera de Sussex, Worthing (West Sussex);
- Riviera escandinava, Landskrona, en el suroeste de Suecia[cita requerida]
- Riviera turca, también conocida como la costa Turquesa;
- Riviera portuguesa, Estoril, Cascais;

## Otros
- Sala Riviera, una sala de conciertos en Madrid (España).

- Datos: Q917448
- Multimedia: Rivieras / Q917448